# Qutaylah bint Abd al-Uzzá
Qutaylah bint Abd Al-Uzzá (en árabe: قتيلة بنت عبدالعزة‎) era hija de Abdul Uzzá, miembro del clan Amir ibn Luayy clan de la tribu Quraysh de La Meca.: 176  Se casó con Abu Bakr, con quien tuvo dos hijos, Asmā' y Abdullah. Qutaylah era politeísta.: 178 
Cuando Abu Bakr se convirtió al islam, ella se negó a hacer lo mismo. Esto dio lugar a que Abu Bakr se divorciase de ella, ya que un musulmán no se podía casar con una politeísta.
Siete años después de que su hija Asma abandonara la ciudad de La Meca, Qutaylah fue a visitarla a Medina. Ella le llevó presentes de pasas, mantequilla clarificada y qaraz (vainas de una especie del árbol de Sant). Sin embargo, Asma, inicialmente se negó a recibirla en su casa y a aceptar sus regalos. Ella envió un mensajero a Aisha bint Abi Bakr para que le preguntara a Mahoma acerca de su actitud hacia su madre y el respondió que sin duda debía recibirla en su casa y aceptar sus regalos.
Esta fue la ocasión para la siguiente revelación de Mahoma:
"Allah no os prohíbe, con respecto a los que nos han combatido por causa de su fe, ni os han expulsado de vuestros hogares, de ser benevolentes y equitativos con ellos. Allah ama a los justos. Allah solo os prohíbe con respecto a los que os han combatido por su fe, que os lleven a sus hogares y apoyéis a los que os han expulsado y que esto se convierta en amistad y protección. Es como recurrir a ellos para hacer el mal". 